# Kazan-katedralen (Sankt Petersborg)
|  | For katedralen i Moskva, se Kazan-katedralen (Moskva) |
Kazan-katedralen (russisk: Казанский собор, Kazanskij sobor) er en katedral i Sankt Petersborg beliggende på byens hovedstrøg Nevskij Prospekt.
Planerne om opførelse af katedralen blev godkendt af den russiske zar Paul 1. (1796–1801) den 14. december 1800. Katedralen skulle være den vigtigste kirke i Rusland. Katedralen er tegnet af den da helt nyuddannede arkitekt Andrej Nikiforovitj Voronikhin (1759–1814), der havde ladet sig inspirere af Peterskirken i Rom. Grundstenen blev lagt af zar Aleksandr 1. den 27. august 1801. Allerede 10 år senere stod katedralen færdig i 1811.
Efter sejren over Napoleon i 1812 blev den et slags sejersmonument. Erobrede franske faner blev hængt op i katedralen og den russiske øverstkommanderende, feltmarskal Mikhail Kutuzov (1745–1813), blev gravlagt i katedralen. Der blev senere opsat en statue af Kutuzov udenfor katedralen. Kazan-katedralen var Sankt Petersborgs domkirke fra 1811 til 1858, da Isak-katedralen stod færdig.

## Katedralen i Sovjettiden
Katedralen blev lukket af kommunisterne i 1929. Fra 1932 indeholdt den et “museum for religion og ateisme”. Museet var ideologisk præget og lagde i overensstemmelse med den kommunistiske ideologi afstand til - og latterliggjorde - religion.
Efter Sovjetunionens sammenbrud blev katedralen givet tilbage til Den russisk-ortodokse kirke, og katedralen er atter St. Petersborgs domkirke.

## Vor Frue fra Kazan
Katedralens vigtigste ikon er “Vor Frue fra Kazan”, der også har givet navn til katedralen. Historien bag dette ikonmotiv kan føres tilbage til juni 1579, da en stor brand ødelagde byen Kazan. Legenden fortæller, at hushjælpen Matrona Onousjina, efter at være blevet opsøgt af Den Hellige Jomfru mens hun sov, kunne fortælle ærkebiskoppen, at det vigtige ikon ikke var gået tabt, men kunne findes i ruinene af familiens nedbrændte hus. Det viste sig at være rigtigt, idet ikonet den 8. juni blev fundet i ruinerne af huset. Den 8. juli (21. juli efter den gregorianske kalender) er siden blevet fejret i den russisk ortodokse kirke.